# Nella Anfuso
Nella Anfuso (Alia, 5 ottobre 1942) è una musicologa e soprano italiana specialista di musica barocca. L'estensione vocale di tre ottave le permette di cantare sia nel registro di soprano che in quello di contralto.
Presiede la Fondazione Centro Studi Rinascimento Musicale, che ha sede nella Villa Medicea "La Ferdinanda" di Artimino presso Carmignano, provincia di Prato (Bernardo Buontalenti, XVII secolo). È responsabile del Festival Mediceo e del Museo "Annibale Gianuario" presso la sede della Fondazione.

## Biografia
Ha studiato al conservatorio di musica "Luigi Cherubini" di Firenze. Si è anche laureata in Lettere, specializzandosi in Storia Moderna con Giorgio Spini. Si è diplomata presso l'Archivio di Stato di Firenze in Paleografia, Diplomatica ed Archivistica, collaborando per alcuni anni con il Consiglio Nazionale delle Ricerche.
Si è perfezionata nell'arte vocale con Guglielmina Rosati Ricci della scuola romana di Cotogni e Fontemaggi. Dal 1980 al 1984 ha pubblicato per l'etichetta discografica Arion quattro dischi di monodie italiane su testi di Francesco Petrarca (Sur les traces de Pétrarque), musica sacra e profana di Monteverdi, mottetti e cantate di Vivaldi e madrigali di Caccini e Peri. Sempre a metà degli anni ottanta ha pubblicato per la Audivis un CD contenente le arie preferite di Carlo Broschi, detto il Farinello (o Farinelli). A Claudio Monteverdi ha dedicato le sue ricerche musicologiche più lunghe. La prima edizione discografica integrale del Lamento di Arianna (celeberrimo frammento dall'opera monteverdiana L'Arianna) è stata premiata nel 1985 al Quai d'Orsay di Parigi con il Grand Prix "Discobole pour l'Europe".

## Discografia
La discografia integrale della Anfuso comprende, a far data dal 1980, sia dischi in vinile sia versioni su compact-disc: i primi sono stati pubblicati da Arion, CBS  e Fonit Cetra; i secondi, su CD, sono dovuti alle etichette Auvidis e Stilnovo.

### Arion
- Sur les traces de Pétrarque et la virtuosité dans la musique spirituelle des XVIe et XVII siècles
- Claudio Monteverdi - Monodia sacra e profana
- Antonio Vivaldi - Cantate e mottetti
- Camerata Fiorentina - Jacopo Peri e Giulio Caccini

### CBS
- Claudio Monteverdi - Il Vespro della Beata Vergine

### Fonit Cetra
- Domenico Scarlatti - Cantate inedite

### Audivis
- Monteverdi-Strozzi-Luzzaschi - Madrigali
- Francesco Cavalli - Didone
- Monteverdi-Francesca Caccini-Giacomo Carissimi - Musica Sacra
- Nicolò Porpora - Cantate
- Carlo Broschi Farinello - Le Arie preferite

### Stilnovo
- CD SN 8801 - La Cantata Romana ossia il vero Barocco
- CD SN 8802 - Il Canto alla Corte di Isabella D'Este (1474-1539)
- CD SN 8803 - Canzoni Veneziane (Anonimi del XVIII secolo)
- CD SN 8804 - Jacopo Peri - Madrigali (1609) Opera Omnia I
- CD SN 8805 - Antonio Vivaldi - Mottetti à Canto solo con Istromenti
- CD SN 8806 - Il Canto Figurato da Mozart a Bellini
- CD SN 8807 - Antonio Vivaldi - Cantate (Opera Omnia) I
- CD SN 8808 - Antonio Vivaldi - Cantate (Opera Omnia) II
- CD SN 8809 - Monodia Toscana (XVI - XVII sec.)
- CD SN 8810 - Nicolò Porpora Cantate (1735) I
- CD SN 8811 - Francesco Cavalli - Didone - Pagine scelte (Ms. XVII sec.)
- CD SN 8812 - Firenze Medicea - Quant'è bella giovinezza
- CD SN 8813 - Claudio Monteverdi - Parla Cantando I
- CD SN 8814 - Claudio Monteverdi - Parlar Cantando II
- CD SN 8815 - Autori Vari - Mottetti del Primo Seicento
- CD SN 8816 - Francesca Caccini - Florilegio. Musiche, Libro I, Firenze 1618
- CD SN 8817 - Giulio Caccini - Madrigali scelti
- CD SN 8818 - Jacopo Peri - Arie e Lamenti I
- CD SN 8819 - Jacopo Peri - Arie e Lamenti II
- CD SN 8820 - Claudio Monteverdi - Scherzi e Arie
- CD SN 8821 - Girolamo Frescobaldi - Arie Musicali I
- CD SN 8822 - Girolamo Frescobaldi - Arie Musicali II
- CD SN 8823 - Claudio Monteverdi - Mottetti
- CD SN 8824 - Domenico Scarlatti - Cantate
- CD SN 8825 - Claudio Monteverdi - Musica Sacra
- CD SN 8826 - Autori Vari - Primavera - Madrigali, Arie, Lamenti (XVI - XVII sec.)
- CD SN 8827 - Nicolò Porpora - Cantate (1735) II
- CD SN 8828 - Sigismondo d'India - Madrigali
- CD SN 8829 - Claudio Monteverdi - Madrigali scelti
- CD SN 8830 - Autori Vari - Farinello's favourite songs
- CD SN 8831 - Antonio Vivaldi - Cantate e Mottetti

## Filmografia

### Lyra Barberina
- LYB 9901 - Canzoni nell'aere di Venezia (Anonimi del XVIII secolo)
- LYB 9902 - Toscana Medicea - Musiche in Villa
- LYB 9903 - Claudio Monteverdi - Poiesis
- LYB 9904 - I Caccini nella Firenze Medicea
- LYB 9905 - Arquà Petrarca - Voi ch'ascoltate in rime sparse il suono
- LYB 9906 - Il canto al tempo di Leonardo da Vinci (Vinci e Amboise)
- LYB 9907 - L'età d'oro del Canto - Colloquio con Carlo Maria Cella
- LYB 9908 - La edad de oro del Canto y nuestra epoca - Entrevista por el Prof. Roger Alier
- LYB 9909 - Il canto ritrovato - Colloquio con Renzo Cresti